# Marella
Marella е камбрийско дънно животно с дължина около 2 см. Притежава начленени крака, подобни на рачешките и бодли по цялата дължина на тялото си.